# Code postal au Canada
Au Canada, un code postal est une chaîne de six caractères alphanumériques qui font partie d'une adresse postale. Tout comme les codes postaux britanniques, les codes postaux canadiens sont alphanumériques, alors que dans la plupart des autres pays du monde, les codes postaux n'utilisent que des chiffres. Les codes canadiens utilisent le format A1B 2C3, alternant lettres et chiffres, avec un espace séparant les deux blocs, entre les troisième et quatrième caractères. Le siège de Postes Canada à Ottawa a par exemple le code K1A 0B1. D'après Statistique Canada, près de 800 000 codes seraient utilisés actuellement au Canada.
Postes Canada fournit un outil en ligne de recherche de codes, et vend également des annuaires papier et informatisés, parfois accompagnés de logiciels de validation de codes, pour vérifier la concordance des adresses et codes postaux.

## Histoire
Les zones postales sont utilisées au Canada depuis 1925, la ville de Toronto étant la première à avoir bénéficié de ce système de tri du courrier. On divisa alors les villes en séries de zones : en 1960 par exemple, une lettre partait de « Toronto 3, Ontario » à « Winnipeg 5, Manitoba », le chiffre indiquant un quartier de la ville. Ce système incluait en 1961 les villes de Montréal, Toronto, Ottawa, Winnipeg et Vancouver. London (Ontario) fut divisée en zones plus tardivement. Le système devint peu à peu inefficace : dans les grandes villes, les codes furent portés à deux chiffres, bien qu'à Toronto et Montréal on en utilisât trois. Les codes changeaient constamment, ce qui causait non seulement de la confusion, mais aussi des coûts élevés pour les entreprises.
Les grandes villes canadiennes continuèrent leur expansion, et en parallèle le volume de courrier que devait traiter le système postal canadien. En conséquence, il devenait de plus en plus difficile pour les employés qui triaient le courrier à la main de mémoriser les codes et de suivre tous les circuits d'acheminement. Les technologies sans cesse améliorées qui permettaient d'acheminer le courrier plus efficacement ne soulageaient pas la pression sur les employés. Le Canada a été l'un des derniers pays développés à se doter d'un système national de codes postaux. Un rapport soumis à Postes Canada en 1969 recommandait d'adopter un système plus général de codes postaux, qui permettrait une gestion automatisée du tri du courrier au Canada. Le nouveau système a été testé pour la première fois à Ottawa le 1er avril 1971, puis à l'échelle provinciale au Manitoba, et finalement étendu au pays entier entre 1972 et 1974. Ce changement a été marqué par une grande campagne de publicité coûtant 545 000 dollars. Chaque Canadien reçut gratuitement par le courrier un paquet contenant son nouveau code postal, un livret d'instructions, un groupe de lettres préaffranchies et un carnet d'adresses. Les codes postaux n'étaient pas rendus obligatoires, mais les publicités affirmaient que les lettres sans codes postaux arriveraient plus tard puisqu'elles devraient être triées à la main. Aujourd'hui, il est exceptionnel de voir en circulation des lettres sans code postal, bien que ces lettres arrivent tout de même généralement à destination.
L'introduction du code postal a permis à Postes Canada d'accélérer et de simplifier le trajet du courrier au Canada. Cependant, lors de la mise en place du tri automatisé, le syndicat canadien des ouvriers postaux (CUPW) ainsi que d'autres syndicats firent objection, car les salaires des opérateurs des automates de tri étaient beaucoup moins élevés que ceux qui continuaient à trier le courrier à la main. Cela résulta en une campagne publique à l'initiative des syndicats appelant à boycotter l'usage des codes postaux. Le 20 mars 1974 a été la journée contre les codes postaux, et les syndicats déclarèrent que le courrier sans code postal serait traité en priorité. Finalement les syndicats mirent un terme au boycottage en février 1976, lorsque les salaires furent mis à niveau, le nouveau système de tri permettant de faire des économies substantielles. Les dactylographes critiquaient le choix du code alphanumérique, affirmant qu'un code à chiffres serait plus simple à taper. Postes Canada défendit sa position en répondant que le système américain, qui n'utilisait que des chiffres, présentait des lacunes, car il n'offrait que peu de combinaisons.

## Composition des codes postaux

### Les régions de tri d'acheminement
La région de tri d'acheminement (RTA) est l'entité désignée par les trois premiers caractères d'un code postal canadien. La première lettre de la RTA détermine le district postal, qui couvre une vaste région ou une grande agglomération. En dehors du Québec et de l'Ontario, un district postal correspond à une province ou un territoire entier. Le Québec et l'Ontario ont respectivement trois et cinq districts postaux, à cause de leur population plus importante que dans le reste du pays. À cause de leur faible population, le Nunavut et les Territoires du Nord-Ouest partagent le même district postal. Le chiffre dans la RTA indique s'il s'agit d'une aire urbaine ou rurale : un zéro indique une grande région rurale, alors que tous les autres chiffres indiquent des aires urbaines. La deuxième lettre de la RTA représente une région rurale, une ville d'importance moyenne, ou bien une partie d'une grande agglomération.

Carte des districts postaux canadiens

### Les unités de distribution locale
Une unité de distribution locale (UDL) est le nom donné aux trois derniers caractères du code postal. Une UDL peut être une seule adresse ou bien une plage d'adresses, correspondant à une ville entière, une grosse partie d'une ville moyenne, une partie d'un bloc d'immeubles, un grand bâtiment, ou une grande institution comme une université ou un hôpital. Les UDL se terminant par un zéro sont toujours des installations postales, allant des bureaux de poste aux centres de tri. En zone rurale où la distribution porte-à-porte du courrier n'est pas envisageable, une UDL peut décrire un ensemble de boîtes postales ou une route rurale. La UDL spécifique "9Z9" correspond aux correspondances-réponse d’affaires. Dans les RTA rurales, les deux premiers caractères d'une UDL sont en général attribués dans un ordre alphanumérique correspondant à la localité.
Le site de Postes Canada offre une fonction de recherche.

## Combien de codes peut-il exister?
À cause de la technique de reconnaissance optique de caractères utilisée dans le processus de tri, les lettres D, F, I, O, Q et U ne sont pas utilisées : elles pourraient être confondues avec d'autres lettres, surtout en écriture cursive. Les lettres W et Z sont utilisées, mais jamais en première position. Ce système permet 3600 RTA, avec 2000 UDL possibles à l'intérieur de chaque RTA, ce qui donne un maximum de 7,2 millions de codes. La limite pratique est un peu moins élevée, car Postes Canada réserve certaines RTA pour des fonctions spéciales, comme des tests ou des publicités, ainsi que pour le traitement de courrier en dehors du Canada. Statistique Canada recense environ 800 000 codes utilisés, ce qui représente 11 % des codes attribuables.

## Les codes à barres postaux
Lorsque le courrier arrive au premier centre de tri important, un lecteur optique de caractères multilignes détecte l'adresse de destination, et transcrit le code postal en code à barres, qui est imprimé sur l'enveloppe. Pour le courrier de taille habituelle, un code à barres fluorescent aux ultraviolets est appliqué sur le coin inférieur droit de l'enveloppe. Pour les enveloppes plus grandes, un code spécial appelé PostBar, qui encode d'autres informations avec l'adresse du destinataire. Ce code est imprimé sur un autocollant qui est apposé sur l'enveloppe soit sur son coin inférieur droit ou juste au-dessus de l'adresse du destinataire. La complexité de la symbologie employée ne rend pas possible l'impression personnelle de codes à barres, d'autant plus que l'encre spéciale utilisée n'est pas disponible pour le grand public. Cependant les entreprises souhaitant réduire leurs coûts en imprimant eux-mêmes leurs codes à barres peuvent obtenir une licence auprès de Postes Canada. Les codes à barres ne sont pas imprimés sur le courrier traité à la main, c'est souvent le cas lorsqu'expéditeur et destinataire sont géographiquement proches.
Postes Canada utilise également un système de reconnaissance optique de marques pour encoder les codes postaux, imprimé à droite de l'adresse sur l'enveloppe. Ce code qui utilise trois lignes de quatre marques chacune, est toujours imprimé avant le circuit automatisé de tri. Il est assez simple pour être imprimé manuellement avec un gabarit et un stylo.

## Urbanisation
L'urbanisation est le nom que donne Postes Canada au processus de remplacement d'un code postal d'une localité rurale (avec un zéro dans sa RTA) par un code « urbain ». L'ancien code est alors réutilisé ou simplement retiré. Postes Canada décide d'urbaniser une localité lorsque sa population atteint une limite prédéfinie[Laquelle ?].

## Le père Noël
En 1974, le personnel de Postes Canada à Montréal recevait une quantité considérable de lettres adressées au père Noël et ces lettres étaient traitées comme « indistribuables ». Comme les employés ne voulaient pas que les expéditeurs, pour la plupart des enfants, soient déçus par l'absence de réponse, ils se mirent à répondre eux-mêmes. La quantité de courrier adressé au père Noël a augmenté chaque année, au point qu'en 1983, Postes Canada décida de mettre en place un programme officiel de réponse aux lettres adressées au père Noël. Environ un million de lettres pour le père Noël sont reçues chaque année, dont certaines provenant d'autres pays que le Canada. Chaque expéditeur recevra une réponse dans la langue qu'il a utilisée pour écrire sa lettre.
Postes Canada a mis en place une adresse spéciale pour le père Noël, avec son code postal dédié :
Père Noël
Pôle Nord H0H 0H0
CANADA
« H0H 0H0 » a été choisi en ressemblance au rire caractéristique du père Noël : « Ho ! Ho ! Ho ! »

## Référence
- (en) Cet article est partiellement ou en totalité issu de l’article de Wikipédia en anglais intitulé « Canadian postal code » (voir la liste des auteurs).

1. ↑  outil en ligne
2. ↑  recherche